# Richard G. Scott

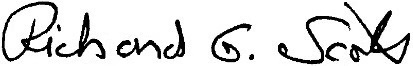
Autograf Richarda G. Scotta

Richard Gordon Scott (ur. 7 listopada 1928 w Pocatello, zm. 22 września 2015 w Salt Lake City) – amerykański inżynier nuklearny i duchowny Kościoła Jezusa Chrystusa Świętych w Dniach Ostatnich.

## Życiorys
Richard G. Scott urodził się 7 listopada 1928 roku w Pocatello, jako syn Kennetha Leroya i Mary Whittle Scott. W wieku 5 lat przeniósł się wraz z rodzicami do Waszyngtonu, gdzie jego ojciec pracował w Departamencie Rolnictwa, a potem jako asystent sekretarza rolnictwa.

### Praca zawodowa
Ukończył studia z zakresu inżynierii mechanicznej na George Washington University, a także grał w zespole jazzowym. Pracował jako prywatny konsultant dla firm atomowych. Pełnił funkcję przedstawiciela regionalnego w Urugwaju, Paragwaju, Karolinie Południowej, Karolinie Północnej, Wirginii i na Waszyngtonie. Skonstruował reaktor jądrowy dla USS Nautilus, pierwszego okrętu US Navy o napędzie atomowym.

### Kariera duchownego
1 października 1983 roku został ordynowany członkiem Kworum Dwunastu Apostołów, a 1 października 1988 roku Apostołem Kościoła Jezusa Chrystusa Świętych w Dniach Ostatnich.
W 2008 roku został wyróżniony tytułem doctora honoris causa na Uniwersytecie Brighama Younga.

Zmarł 22 września 2015 roku.

## Publikacje
- To Learn and to Teach More Effectively
- Four Fudamentals for Those Who Teach and Inspire Youth
- Livinng the Gospel: The Key to Private, Family, and Professional Success
- Aprender e Ensinar com Mais Eficácia
- Para aprender y enseñar más eficazmente[6]